# Bionic Granny
Bionic Granny ("nonna bionica") è un videogioco pubblicato nel 1984 per Commodore 64 dalla Mastertronic, che era da poco nata come editrice di titoli a basso costo. L'assurdo scenario del gioco ha per protagonista una vecchietta intenta a colpire con l'ombrello i ragazzini che escono da scuola.
Sia per il gameplay sia per la realizzazione, viene ricordato come uno dei peggiori videogiochi mai pubblicati in assoluto.
Lo sviluppatore del gioco non è dichiarato, ma è probabile che, come per altri precoci e scadenti titoli della Mastertronic, si tratti dei fratelli Darling (divenuti poi i fondatori della Codemasters), autori anche di Games Creator, il cui motore grafico sembra essere riutilizzato da Bionic Granny.
The New Dimension pubblicò un seguito non ufficiale per il retrogaming nel 2010, intitolato Bionik Granny Returns.

## Modalità di gioco
Il giocatore controlla la vecchietta che deve colpire con l'ombrello i bambini che escono da scuola e attraversano lo schermo dall'alto verso il basso, con traiettorie variabili.
La vecchietta può solo muoversi in orizzontale lungo la base dello schermo, ed eliminare i bambini toccandoli prima che fuoriescano dal basso. L'ombrello viene descritto come "laser", ma appare come un normale bastone, che la vecchietta agita continuamente in automatico.
L'unico pericolo per la vecchietta è la lollipop lady (l'addetta a far attraversare la strada agli scolari, detta così in inglese perché la paletta assomiglia a un enorme lecca-lecca) che lancia palette verso il basso, facendo perdere una vita alla vecchietta se la colpisce. L'avversaria si muove solo lungo le strade, perlopiù in orizzontale sulla strada principale di fronte alla scuola, ma spesso si avvicina brevemente alla vecchietta percorrendo tre stradine che vanno verso il basso.
I bambini continuano a sciamare in quantità illimitata e dopo averne presi un certo numero si passa al livello successivo, che ha sempre lo stesso aspetto.
L'unico rozzo scenario mescola oggetti visti dall'alto e visti da davanti, con i personaggi raffigurati da davanti, e comprende la scuola, un campetto da calcio, un'aiuola, un orologio che segna le 4 (ora di uscita da scuola nel Regno Unito), un laghetto, alcuni alberi e le strade. Alcuni bambini seguono le strade, altri si muovono liberamente.